# Derepression
Die Derepression bezeichnet in der Genetik die Aufhebung einer Repression eines Gens.

## Eigenschaften
Nicht alle Gene werden zu jederzeit abgelesen. Manche Gene werden nur in bestimmten Zeiträumen (z. B. bei der Ontogenese) und in einzelnen Zelltypen (z. B. in einzelnen Geweben oder Organen) transkribiert. Durch die Repression wird die Transkription eines Gens verhindert, während die Derepression den umgekehrten Vorgang bezeichnet.
Die Derepression erfolgt durch Freigabe eines blockierten Gens, z. B. durch Bindung eines Induktors an den Repressor oder durch epigenetische Modifikation. Der gebundene Induktor führt zu einer Freisetzung des Repressors vom Operator in dem Operon, dessen Transkription blockiert ist. Das dereprimierte Operon kann anschließend durch die Transkription zur Genexpression führen. Beispiele für die Derepression sind die Regulation der Transkription der δ-Aminolävulinat-Synthase oder der Rezeptor des luteinisierenden Hormons.
Fehlerhaft dereprimierte Gene treten z. B. bei Krebs auf.